# Шейді-Голлоу (Техас)
Шейді-Голлоу (англ. Shady Hollow) — переписна місцевість (CDP) в США, в окрузі Тревіс штату Техас. Населення — 4822 особи (2020).

## Географія
Шейді-Голлоу розташоване за координатами 30°10′0″ пн. ш. 97°52′32″ зх. д. / 30.16667° пн. ш. 97.87556° зх. д. (30.166753, -97.875611).  За даними Бюро перепису населення США в 2010 році переписна місцевість мала площу 11,88 км², уся площа — суходіл. В 2017 році площа становила 5,61 км², уся площа — суходіл.

## Демографія
Згідно з переписом 2010 року, у переписній місцевості мешкали 5004 особи в 1801 домогосподарстві у складі 1521 родини. Густота населення становила 421 особа/км².  Було 1827 помешкань (154/км²).
Расовий склад населення:
| - 90,2 % — білих - 2,6 % — азіатів - 2,4 % — чорних або афроамериканців - 0,6 % — корінних американців - 0,1 % — вихідців з тихоокеанських островів - 1,9 % — осіб інших рас |

До двох чи більше рас належало 2,1 %. Частка іспаномовних становила 15,5 % від усіх жителів.
За віковим діапазоном населення розподілялося таким чином: 24,3 % — особи молодші 18 років, 63,8 % — особи у віці 18—64 років, 11,9 % — особи у віці 65 років та старші. Медіана віку мешканця становила 45,1 року. На 100 осіб жіночої статі у переписній місцевості припадало 94,6 чоловіків;  на 100 жінок у віці від 18 років та старших — 92,4 чоловіків також старших 18 років.
Середній дохід на одне домашнє господарство  становив 113 644 долари США (медіана — 105 244), а середній дохід на одну сім'ю — 113 940 доларів (медіана — 94 423). Медіана доходів становила 66 480 доларів для чоловіків та 50 972 долари для жінок. За межею бідності перебувало 2,7 % осіб, у тому числі 1,1 % дітей у віці до 18 років та 6,8 % осіб у віці 65 років та старших.
Цивільне працевлаштоване населення становило 2636 осіб. Основні галузі зайнятості: освіта, охорона здоров'я та соціальна допомога — 27,2 %, науковці, спеціалісти, менеджери — 15,4 %, виробництво — 10,0 %, публічна адміністрація — 9,2 %.